# القاعة الوطنية للمخترعين المشاهير
القاعة الوطنية للمخترعين المشاهير هي منظمة أمريكية غير ربحية تهتم بالمهندسين والمخترعين الأفراد الذين يحملون براءة اختراع أمريكية لتكنولوجيا بالغة الأهمية. تأسست في عام 1973م، وتتمثل مهمتها الأساسية في «تكريم الأشخاص المسؤولين عن التقدم التكنولوجي العظيم الذي يجعل التقدم البشري والاجتماعي والاقتصادي ممكنًا».
إلى جانب قاعة المشاهير، تدير أيضًا متحفًا في الإسكندرية، فيرجينيا، ومدرسة إعدادية سابقة في أكرون، أوهايو، وترعى البرامج التعليمية، ومسابقة جماعية، ومشاريع خاصة في جميع أنحاء الولايات المتحدة لتشجيع الإبداع بين الطلاب.
اعتبارًا من عام 2020 م، تم تقديم 603 مخترعين، يشكلون في الغالب أشخاصًا تاريخيين من القرون الثلاثة الماضية، ولكن تضم أيضا حوالي 100 مخترع حي. تختار لجنة قاعة مشاهير المخترعين الوطنية أسماء جديدة سنوياً في فبراير من الترشيحات المقدمة والمقبولة من جميع المصادر. يجب أن يحمل المرشحون براءة اختراع أمريكية ذات مساهمة كبيرة في الرفاهية الأمريكية، والتي تعمل على تقدم العلوم والفنون المفيدة. ضمت فئة عام 2020 حوالي 22 مخترعاً جديداً.

## التاريخ
تأسست قاعة مشاهير المخترعين الوطنية في عام 1973 بمبادرة من إتش هيوم ماثيوز، ثم رئيس المجلس الوطني لجمعيات قانون براءات الاختراع (الآن المجلس الوطني لجمعيات قانون الملكية الفكرية). في العام التالي، اكتسبت راعيًا رئيسيًا في مكتب براءات الاختراع والعلامات التجارية الأمريكي من واشنطن العاصمة.
في البداية، تم وضع القاعة في مكتب براءات الاختراع والعلامات التجارية الأمريكي في واشنطن العاصمة، بالقرب من مطار واشنطن الوطني، لكنها سرعان ما احتاجت إلى مساحة أكبر في موقع أكثر بروزًا. تم تشكيل لجنة عام 1986 لإيجاد موطن جديد لها. لبعض الوقت، كان معهد فرانكلين في فيلادلفيا، بنسلفانيا، المرشح الأوفر حظًا. ولكن في عام 1987، قاد محامي براءات الاختراع من أكرون، إدوين «نيد» أولدهام، ممثل المجلس الوطني لجمعيات قانون براءات الاختراع، حملة نقل القاعة إلى أكرون. وفقًا لموريس إتش كليتسمان، أحد الأعضاء المؤسسين لمجلس الإدارة، نظرًا للدعم المالي المضمون من مدينة أكرون والذي تجاوز إلى حد كبير اقتراح أي مجتمع آخر، فقد اختار المجلس أكرون لتكون موطنًا جديدًا. تم الانتهاء من تشييد المبنى الجديد في عام 1995 وافتتحت القاعة للجمهور باسم "مكان الإختراع"Inventure place ".
منذ البداية، كان القصد من مكان الإختراع أن يكون أكثر من متحف ومكتبة للعلوم والتكنولوجيا. تم تصميمه لمضاعفة ورشة عمل المخترع ومركزاً للموارد الوطنية للإبداع. صممه المهندس المعماري من مدينة نيويورك جيمس ستيوارت بولشك، وكان مبنى من الفولاذ المقاوم للصدأ، على شكل صف منحني من أشرعة بيضاء، مع خمسة مستويات من المعروضات. سمح أحد المعروضات للزوار باستخدام برامج الكمبيوتر لصنع الرسوم المتحركة وآليات تشغيل عروض ضوء الليزر.
لكن الحضور لم يرق إلى مستوى التوقعات ولم يحقق المتحف ربحًا أبدًا، على الرغم من أن المشاريع والبرامج ذات الصلة، مثل "إخترع الآن"Invent "Now ومخيم الإختراع "Camp Invention "، أثبتت أنها أكثر نجاحًا.
في عام 2002، تم تغيير اسمه إلى متحف قاعة مشاهير المخترعين الوطنيين. بعد ست سنوات انتقلت القاعة إلى الإسكندرية. تم تحويل منشأتها السابقة إلى مدرسة متخصصة للطلاب في الصفوف بين الخامس والثامن. هي الآن مدرسة قاعة المخترعين المشاهيرالمتوسطة، مدرسة متوسطة لمدارس أكرون العامة.

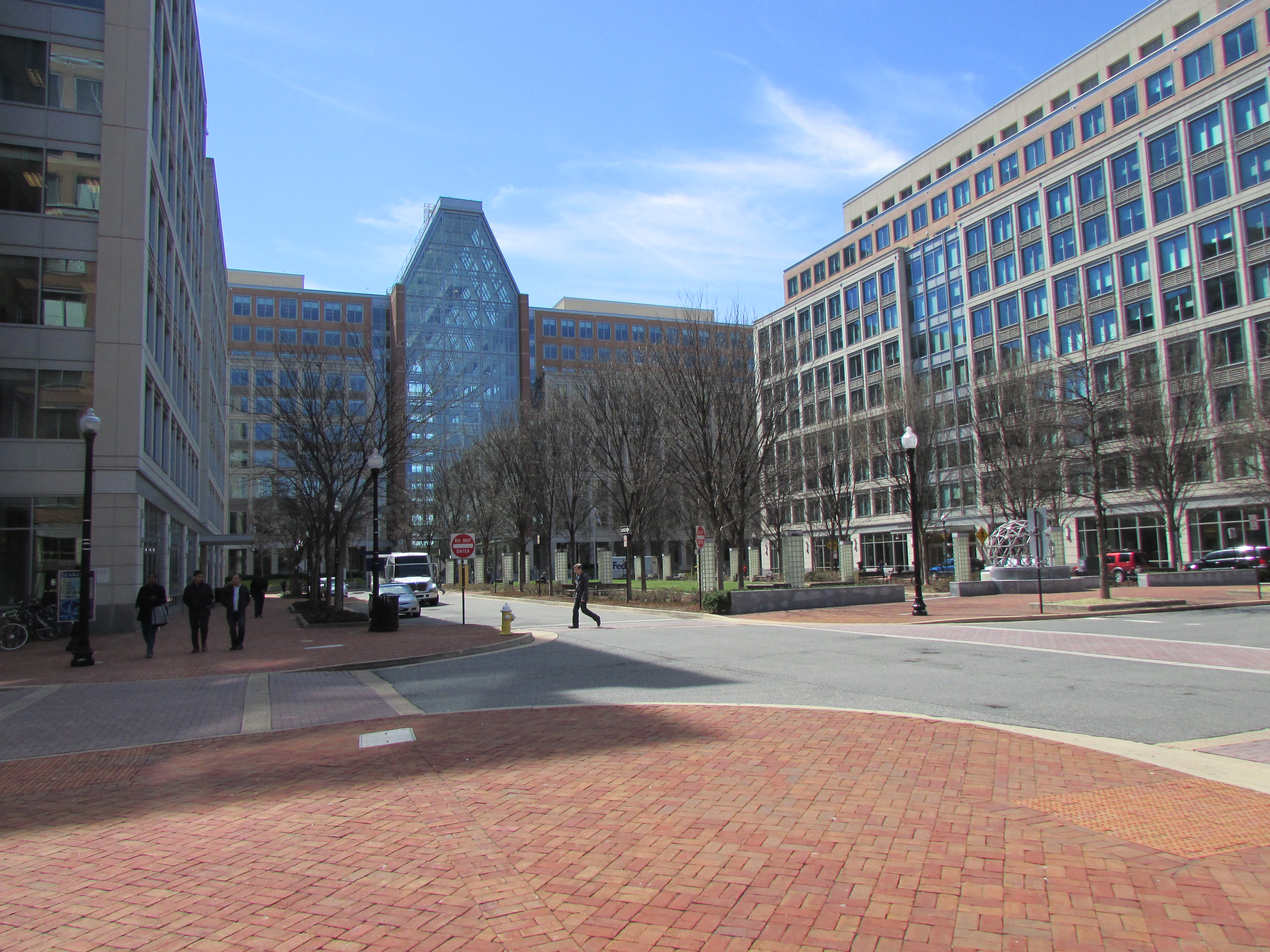
مكتب براءات الاختراع والعلامات التجارية الأمريكي، مبنى ماديسون في الإسكندرية، موطن متحف قاعة مشاهير المخترعين الوطنيين

في الإسكندرية، تدير قاعة مشاهير المخترعين الوطنية متحفًا في مبنى مكتب براءات الاختراع والعلامات التجارية الأمريكي في 600 شارع دولاني، مع معرض للصور الرقمية للتكريم وأكشاك تفاعلية ومسرح.
بالإضافة إلى معروضات القطع الأثرية والوثائق من مجموعات مكتب براءات الاختراع والعلامات التجارية، فإنه يروج أيضًا للأجيال القادمة من المخترعين من خلال رعاية برنامج اخترع الآن للأطفال ومخيم الإختراع ونادي الإختراعات ومسابقة المخترعين الجامعيين، والعديد من المشاريع والمشاريع الخاصة.
تأسس مخيم الإختراع "camp invent" في عام 1990، وهي عبارة عن مخيم صيفي نهاري للأطفال، مع مواقع برامج في 49 ولاية. مخيم الإختراع هو البرنامج الصيفي الوحيد المعترف به وطنياً والذي يركز على الإبداع والابتكار وحل مشكلات العالم الحقيقي وروح الاختراع.
تم إنشاء مسابقة المخترعين الجامعيين في عام 1990 لتشجيع طلاب الكليات والجامعات على الإبداع والابتكار في مجالات العلوم والهندسة والتكنولوجيا للتعامل مع مشاكل العالم. منذ ذلك الحين، وبمساعدة الرعاة، منحت أكثر من مليون دولار للطلاب الفائزين في فئتين جامعيين وخريجين. في عام 2012، تم الفوز بالمراكز الأولى من خلال علاج لعلاج السرطان وطريقة لتسهيل الخياطة في جراحة البطن. ومن بين المتأهلين النهائيين الآخرين استخدام التصوير المقطعي المحوسب وتكنولوجيا الطباعة ثلاثية الأبعاد لتكرار يد مبتورة (الأطراف المفقودة)، ودعامة كتف منخفضة يمكن أن يستخدمها الرياضيون أنفسهم، ودراجة نارية كهربائية تعمل على كرات بدلاً من العجلات.

## روابط خارجية
- الموقع الرسمي